# 프린세스 메이커 5
《프린세스 메이커 5》(Princess Maker 5)는 사이버 프론트에서 윈도판으로 2007년 3월 3일에 발매되었다. 가이낙스에서 개발하였으며, 총감독, 캐릭터 디자인을 아카이 다카미가 담당했다. 다른 시리즈와는 달리 게임의 흐름이 판타지의 세계가 아닌 현실의 세계로 설정되어 있으며 게임 안에서 자문 역할로 집사 큐브가 등장. 이계의 프린세스 후보 가운데 살아남은 단 한 명의 소녀를 현대의 일본에서 키우게 되는 내용이다. 시리즈 처음으로 어머니의 시점에서 플레이가 가능해졌다. 딸의 상태를 여러 가지 움직임으로 표현한 MOE(Motion of Emotion) 시스템이 도입되었다. 주 단위로 스케줄을 짜는 시스템으로, 딸은 학교를 다니며 방과후 활동을 자유롭게 정할 수 있다. 한국에서는 같은 해 5월 15일 발매되었다. 딸의 성우는 사토 리나(佐藤利奈)가 맡았다.
발매 당시에 초대 프린세스 메이커 및 2탄(리파인판), 꿈꾸는 요정(3탄), 4탄 및 5탄의 전 작품을 윈도우 2000/XP/비스타에서 작동하도록 만든 《프린세스 메이커 메모리얼 박스》가 동시 발매되었다. 보관됨 2013-03-14 - 웨이백 머신

## 부모의 직업
프린세스 메이커5에서는 프린세스 메이커3과는 달리 부모의 직업은 월수입과 딸의 숨은 성격에만 영향을 끼친다. 부모의 수입 총합은 4800만원으로 동일하지만 한달 주어지는 액수는 각각 다르며 초반에 많은 돈을 받는 쪽이 보다 유리하다.
양육비를 1000만원 이상 모아두고 있으면 주말 이벤트로 도둑이 등장해 300~500만원을 훔쳐간다. 이전년도에 부모가 딸의 간병을 했다면 다음 해의 월 수입이 50000원 감소한다.
| 부모직업       | 교사          | 사업가                        | 공무원                                         | 회사원                                                         | 자영업자                                                          |
| -------------- | ------------- | ----------------------------- | ---------------------------------------------- | -------------------------------------------------------------- | ----------------------------------------------------------------- |
| 월수입         | 50만원 고정   | 중2까지 40만원 중3부터 60만원 | 40만원 고정 단 6월과 12월에 보너스 60만원 추가 | 중 2까지 30만원(보너스 80만원) 중 3부터 40만원(보너스 100만원) | 2년 단위로 20만원, 30만원, 70만원, 80만원이 한 번씩 랜덤하게 조정 |
| 딸의 숨은 성격 | 프라이드 + 20 | 독립심 + 20                   | 유연성 - 20                                    | 독립심 - 20                                                    | 유연성 + 20                                                       |

## 등장 인물
프린세스 메이커 5에는 딸과 부모, 큐브 이외에도 여러명의 캐릭터들이 등장한다. 왕자들과 혁명세력들을 제외하고는 대화시 회화 보너스가 생겨 패러미터에 변화가 생긴다.

### 남성 캐릭터
| 등장 인물         | 등장 조건                                                                                 | 회화 보너스                | 우정의 증표        | 설명 |
| ----------------- | ----------------------------------------------------------------------------------------- | -------------------------- | ------------------ | --- |
| 아사쿠라 켄이치   | 초등학교 입학시 조건없이 등장                                                             | 지력 상승, 유연성 하락     | 정의의 서          | 동네 도서관 사서의 아들. 산수부 혹은 컴퓨터부 소속이다. 가장 사귀기 쉬운 캐릭터이며, 생일 선물로는 책들을 준다.가냘픈 소년이다. |
| 쿠로다 히토시     | 초등학교 입학시 조건없이 등장                                                             | 정신력 상승, 논리성 하락   | 복면 마스크        | 동네 제과점 파티쉐의 아들. 부 활동은 하지 않는다. 초등학교때는 뚱뚱하지만, 중학교를 올라가는 순간부터 살이 쫙 빠진다.상당한 미남이 된다. 어른이 되었을 때 190cm를 웃도는 장신으로 남성 캐릭터 중 체격이 가장 크다.                                                                                              |
| 오오토모 류노스케 | 초등학생일 때 카리스마가 500 이상일 경우 등장 중고생일 때 카리스마가 300 이상일 경우 등장 | 카리스마 상승, 논리성 상승 | 매혹의 티아라      | 고분 천황의 방계 후손 가문인 오오토모 가문의 후계자이자, 대기업인 오오토모 그룹의 후계자다. 생일 선물로 명품 가방이나 명품 향수등을 선물한다.프로포즈를 받았어도 여러수치가 낮으면 파혼을 하기도 한다. |
| 아키츠키 신야     | 예능사무소 캐스팅 제의 수락시 등장                                                        | 매력 상승, 사교성 상승     | 매혹의 향수        | 아이돌. 연예 사무소에 가야 만날 수 있으며, 생일 선물로는 주로 비타민제를 준다. |
| 모리 산쥬로       | 매력이 300 이상일 경우 패션빌딩에서 등장                                                  | 사교성 상승, 애정 상승     | -                  | 딸과 나이차가 19살이나 차이가 나며, 바람기 또한 엄청나다. 하지만 왕자들을 제외하고, 처음부터 이성 상태로 시작한다. |
| 오다 코우세이     | 도덕심이 -40 이하인 상태에서 유흥가에서 등장                                              | 독립심 상승, 도덕심 하락   | 기분이 좋아지는 약 | 도덕심이 -40 이하여야 출연하지만, 한 번 알게 된 후로는 도덕심이 높아지거나 만나러 오지 않아도 올라간 친밀도는 쉽게 떨어지지 않는다.플레이어들 사이에서 광성이라고 불리기도 한다. |
| 큐브              | 조건없이 등장                                                                             | 회화보너스 없음            | -                  | 집사. |
| 로셰 웨하스       | 언령 5레벨 이상 애정 50 이상 전반적인 능력치 600 이상                                     | 회화보너스 없음            | -                  | 슈트로이젤 공국이란 유럽의 가상 국가의 왕자다. 미호에게 생일 선물을 줬다면 첫 만남이 마지막 만남이 될 수도 있다. 왜냐하면 첫 만남때 붕어빵을 사줘야 하는데 미호생일이 그 앞에 있어 돈이 모자라면 안사주는 경우가 있기 때문이다. 외국의 왕자이므로, 언령이 5레벨 이하라면 의사소통을 못 하므로, 등장하지 않는다. |
| 아스파르 테임     | 혁명세력들을 어느 정도 소탕한 경우 등장                                                   | 회화보너스 없음            | -                  | 프린세스 메이커 5의 왕자. 하지만 인기가 없다. |

### 혁명 세력
| 등장 인물         | 등장 조건                  | 설명 |
| ----------------- | -------------------------- | --- |
| 가토              | 조건없이 출연              | 딸의 친부모를 살해하고, 다른 프린세스 후보들을 살해한 자객. 딸의 기억을 되살리고, 딸을 죽이려고 한다. |
| 비스코티          | 변경의 삼림 샛길           | 변경의 삼림의 보스. 자기 대신의 히드라를 싸우게 한다. |
| 속박의 코르네     | 조건없이 출연              | 중1 11월쯤에 배달되는 프랑스 도자기 인형. 요정계의 자객이다. |
| 검푸른 제라토     | 요정의 화원 샛길           | 다크 엘프로서 요정계의 수장이자 요정의 화원 보스다. |
| 우현의 나파쥬     | 애정 50 이상               | 귀신홀린 체육 선생에게 들어가 있던 성령으로 성령계의 자객. |
| 침묵의 좀비, 켄피 | 성령의 성채 샛길           | 성령계의 수장이자 성령의 성채 보스. 음악과 연기를 이용해서 이겨야 한다. |
| 섬광의 사바이온   | 검푸른 제라토 사살         | 검푸른 제라토를 사살한 다음 주, 아무데나 가면 볼 수 있다. 마계의 자객. |
| 통곡의 바플       | 지하의 동굴 샛길           | 마계의 수장이자 지하의 동굴 보스. |
| 아셰트 제노와즈   | 혁명 세력을 어느 정도 사살 | 중학교땐 걷지도 못 하지만, 고등학교에 들어가서는 전 영역에서 1등을 하기 시작하며 딸을 괴롭히기 시작한다. 프린세스 진행 중 스텟이 되지 않으면 아스파르와 아셰트가 이어진다. 그 실제 정체는 인간이 아니라 로봇이다. |
| 알포트            | 혁명 세력을 어느 정도 사살 | 천계의 수장이자 천상의 낙원 보스. |

## 엔딩

### 프린세스 계열 엔딩
- 진프린세스- 프린세스 조건에서 가토, 아셰트, 알포트를 죽인다. 가토, 아셰트, 알포트 중 한 명이라도 살아있으면 나오지 않는다.
- 프린세스 - 혁명 세력 자객들과 배후를 본인이 쓰러뜨린다. 단, 가토, 아셰트, 알포트 중 1명이라도 살아있어야 한다. 가토, 아셰트, 알포트가 모두 사망하면 엔딩이 진프린세스로 나온다.
- 외국의 프린세스 - 로쉐의 프러포즈를 받아들이면 된다.

### 여왕 계열 엔딩
- 요정의 여왕 - 딸은 고등학교를 졸업한 후, 요정계로 건너가 요정들의 여왕으로 다시 태어난다. 딸은 아름답고 고요한 낙원같은 세상에서 매일매일 반복되는 지루한 일상을 보내며, 서서히 과거(인간계)의 기억을 잊어버리기 시작한다.
- 성령의 여왕 - 딸은 고등학교를 졸업한 후, 성령계로 건너가 성령으로 다시 태어나 육신을 잃어버리고 영혼만 남는다. 말이 영혼만 남는 것이지 실제로는 딸이 사망한다. 딸은 5계의 변방인 성령계에서 하루하루를 보내면서 과거의 기억을 잊어버리기 시작한다. 사실상 딸은 죽은 것이므로, 엄청난 노력으로 최소의 결과를 얻는 엔딩으로서, 여왕계 엔딩중에서 가장 배드 엔딩이다.
- 천계의 여왕 - 딸은 안젤리카에 의해 천계의 여왕으로 추대된다. 아버지(혹은 어머니) 역시 인간계에 혁명을 일으켜 군주가 되며, 큐브 역시 마계의 고위 직책을 얻게 된다. 가족 모두가 고위 직책을 얻는 해피 엔딩이다.
- 마계의 여왕 - 사악하고 냉정하게 자란 딸은 소르베의 제의를 승낙하고, 마계로 건너가 마계의 여왕이 된다. 세월이 지난 후, 큐브가 부모의 사망 소식을 전하기 위하여 마계로 온다. 그러나 딸은 부모의 죽음에 별다른 감흥을 느끼지 못하며, 모실 수 있게 해달라는 큐브의 요청을 승낙하여 큐브는 딸을 보좌하며 살게 된다.
- 인간계의 여왕 - 왕국의 행정 업무를 맡던 딸은 왕이 사망하자, 왕자의 왕위 계승 거부로 여왕이 된다.

### 전사 계열 엔딩
- 용사 - 바플을 사살하였으나, 아스파르 등장 조건에 맞지 않을 경우 이 엔딩이 된다.
- 장군 - 장군이 되려면 무조건 몬스터를 200마리 이상 잡아야하나, 바플을 죽일 경우 용사가 될 확률이 높다. 자위대 엔딩에서 직속상관으로 등장하는 교관은 이 엔딩에서는 오히려 딸의 부하로 등장한다.
- 모험가 - 마법 레벨이 검술이나 격투보다 높다면 전사 히치루와 같이 다니게 되고, 검술이나 격투가 마법보다 높으면 힐러 히치루와 같이 다니게 된다.

### 신부 계열 엔딩
- 류노스케와 결혼 - 고분 천황의 방계 후손이자 대기업의 후계자인 류노스케와 결혼한 딸. 결혼 후 일정 시기가 되면 오오토모 그룹의 대위기가 찾아오는데, 이 때 딸의 섬세함이 80 이상일 경우 류노스케의 할아버지가 집 안에 여자를 잘못 들였다며, 이혼을 권유한다. 다른 남자들과 달리 이혼하게 되는 상태가 오더라도, 딸을 진심으로 아껴주지만, 딸이 오오토모 그룹을 이기지 못하고 결국 류노스케에게 이혼을 부탁한다.
- 신야와 결혼 - 독립심이 80 이상인 경우 이혼한다.
- 산쥬로와 결혼 - 도덕심이 80 이상인 경우 이혼한다. 모든 이혼 중 가장 험악하게 이혼한다. 바람피우길 밥먹듯 하는 산쥬로를 딸이 경찰에 신고하게 되고 산쥬로와 경찰은 싸움박질을 한다. 딸은 산쥬로에게 있는 없는 욕설을 퍼부으며 이혼한다. 결혼 자체는 히토시와의 결혼이 최악이지만 이혼할 때는 산쥬로와 이혼이 최악이다.
- 켄이치와 결혼 - 독립심이 80 이상인 경우 이혼한다. 이혼할 경우 서로 각자의 직업에 몰두한 나머지 사실상 남이 되어 이혼하게 된다.
- 히토시와 결혼 - 결혼 엔딩중에서는 가장 최악의 엔딩이다. 남편의 직업은 경비인데다가 5명의 자식을 낳는다. 거기다가 딸이 육아의 도움을 부탁하면 그런건 전부 여자들의 몫이라며 도와주지도 않는다. 이 때 섬세함이 80 이상일 경우 딸과 히토시는 이혼한다.
- 코우세이와 결혼 - 오다 노부다가의 후예로 무역 회사를 창업하고 굴지의 기업이 세우지만, 칭기즈 칸이 되겠다면서 딸을 데리고 몽골로 데리고 가는데, 이 때 딸의 도덕성이 80 이상인 경우 이혼한다.
- 큐브와 결혼 - 큐브는 딸을 진정으로 사랑하므로, 큐브와의 결혼에서는 이혼 엔딩은 없다.
- 아버지와 결혼 - 딸은 자신을 8년 동안 키워준 양아버지에게 사랑을 느끼고, 결국 아버지와 결혼한다. 부모의 성별이 여성(어머니)일 경우 나오지 않는다.

### 운동 계열 엔딩
- 메달리스트(마라톤, 신체조, 수영) - 등급별로 금메달, 은메달, 동메달이 있다.
- 프로레슬러

### 연예 계열 엔딩
- 배우 - 등급별로 주연급 배우, 조연급 배우, 보조출연자가 있다.
- 성우
- 가수
- 아이돌 가수 - 독립심이 너무 높으면 아이돌 가수에서 가수로 전환된다.
- 그라비아 모델

### 예술 계열 엔딩
- 피아니스트
- 발레리나
- 화가
- 만화가
- 소설가

### 전문직 계열 엔딩
- 정치가 - 등급별로 지방의원, 국회의원, 총리(한국번역판으로 대통령)가 있다. 엔딩의 규모가 큼에도 불구하고 의외로 노력은 적게 들어간다.
- 사업가
- 의사
- 아나운서
- 간호사
- 점술가
- 패션 디자이너
- 요리연구가
- 교사
- OL
- 자위대 - 이 엔딩에서 딸의 직속상관으로 등장하는 교관은 장군 엔딩에서는 딸의 부하로 등장한다.
- 화류계의 꽃
- 코스튬 플레이어

### 배드 엔딩
- 사기 결혼
- 뒷골목의 제왕(마피아 간부) - 딸은 홍콩 뒷골목의 제왕이 된다. 딸을 위해서 큐브가 조직에 들어간다. 그러나 큐브와 딸은 포위당해 건물에 갇힌다. 이 때 두가지 루트로 갈라지게 되는데, 12살 때에 가토와 만났다면 큐브를 살리고 혼자 싸우러 나간 딸이 죽는다. 가토와 만나지 않는다면 마력을 전부 소진해 사망해가는 큐브를 놔두고, 딸은 자신이 아끼는 권총을 들고 도망간다.
- 밤의 꽃 - 돈과 명품을 원하지만 아무런 능력도 없던 딸은 사창가에 들어오게 되고, 아르바이트를 시작하다가 돈 맛을 알게 된 후 밤의 꽃이 된다.
- 패러사이트 싱글 - 아무런 능력도 없고, 매력과 기품도 없던 딸은 고등학교를 졸업한 후 집에서 놀고 먹게 되었다.
- 이혼 후 귀가 - 고등학교를 졸업하고 시집을 가게 되지만, 결국 시댁을 뛰쳐나와 큐브와 부모님과 함께 살게된다.
- 불량배
- 파산